# St. Gangloff
St. Gangloff ist eine Gemeinde im Saale-Holzland-Kreis in Thüringen und Teil der Verwaltungsgemeinschaft Hermsdorf.

## Geografie

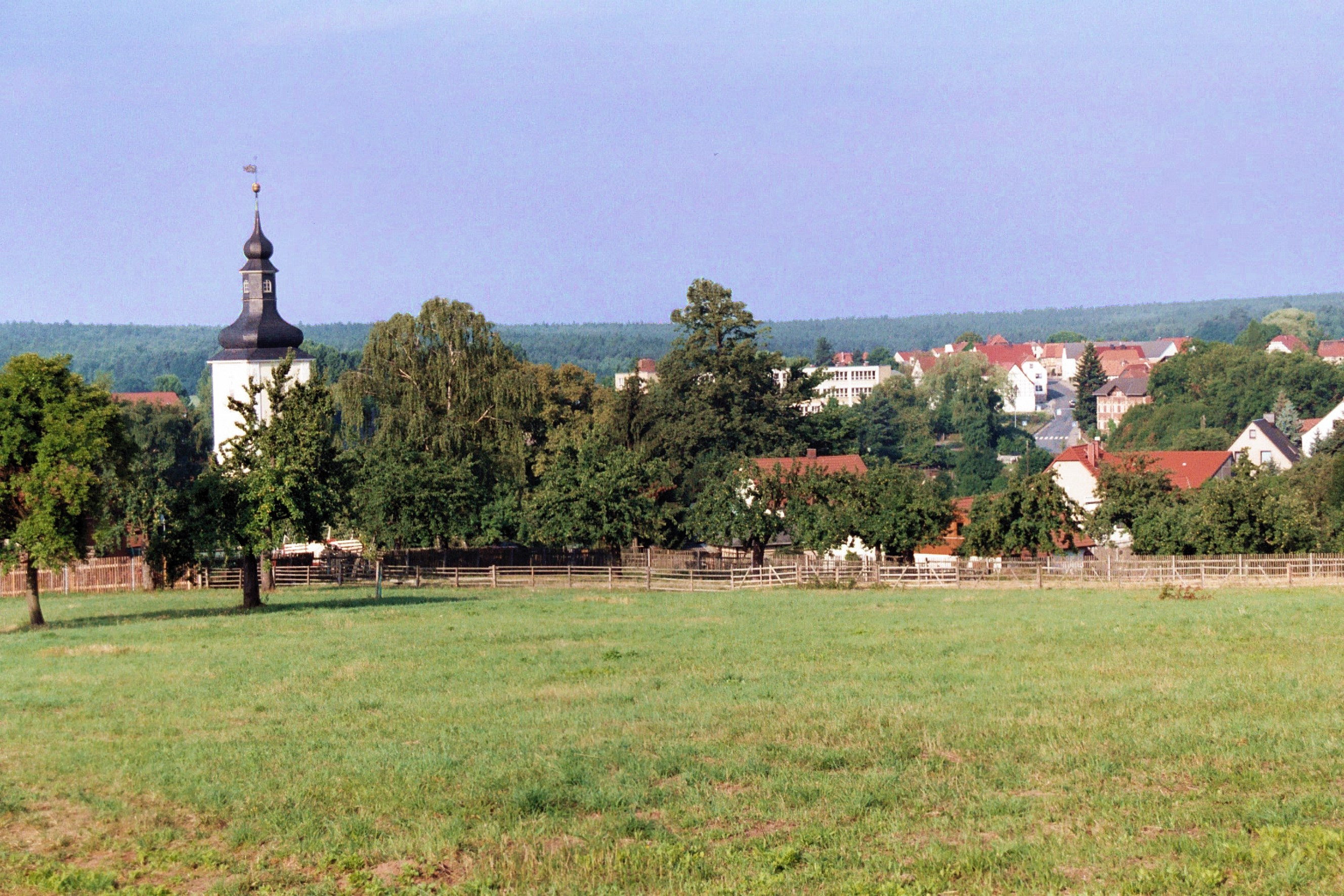
Ansicht von St. Gangloff (2003)

St. Gangloff liegt im Thüringer Holzland an der Straße vom Hermsdorfer Kreuz nach Gera. Der Ort wird vom Fischbach durchflossen. Das Gebiet westlich des Ortes ist bewaldet, während der Bereich im Osten landwirtschaftlich genutzt wird.

## Nachbargemeinden
Angrenzende Gemeinden sind Eineborn, Lippersdorf-Erdmannsdorf, Mörsdorf, Ottendorf, Reichenbach, Schleifreisen und Tautendorf im Saale-Holzland-Kreis sowie Kraftsdorf und Lindenkreuz im Landkreis Greiz.

## Geschichte
Erstmals wurde der Ort 1266 urkundlich erwähnt. Eine dem Heiligen Gangloff (oder Gangolf) geweihte Wallfahrtskapelle gab dem Ort seinen Namen.
Früher verfügte der Ort über drei Mühlen am Fischbach, bei zwei davon sind die Gebäude noch erhalten. Aus dem Tal des Fischbaches, in dem die ältesten Häuser St. Gangloffs liegen, hat sich der Ort im Laufe der Zeit in nördliche und westliche Richtung ausgedehnt.
Etwa 1,5 Kilometer westlich des Ortes am oberen Ausgang des Fischbaches liegt das Grundstück Schlossberg. Es soll einmal der Standort einer Burganlage gewesen sein.
St. Gangloff gehörte zum einen Teil zum wettinischen Kreisamt Eisenberg und zum anderen Teil zum wettinischen Amt Roda, welche aufgrund mehrerer Teilungen im Lauf ihres Bestehens unter der Hoheit verschiedener Ernestinischer Herzogtümer standen. 1826 kamen beide Teile vom Herzogtum Sachsen-Gotha-Altenburg zum Herzogtum Sachsen-Altenburg. Sie gehörten seitdem zum Westkreis bzw. ab 1876 zum Verwaltungsbezirk Roda. 1904/10 wurden der Altrodaer und Neurodaer Anteil zu einem Ort vereinigt. Ab 1920 gehörte der Ort zum Freistaat Thüringen.

## Einwohnerentwicklung
Entwicklung der Einwohnerzahl (Stand jeweils 31. Dezember):
| - 1994: 1355 - 1995: 1354 - 1996: 1358 - 1997: 1350 - 1998: 1377 - 1999: 1379 | - 2000: 1351 - 2001: 1362 - 2002: 1356 - 2003: 1339 - 2004: 1332 - 2005: 1323 | - 2006: 1300 - 2007: 1292 - 2008: 1298 - 2009: 1287 - 2010: 1303 - 2011: 1247 | - 2012: 1254 - 2013: 1229 - 2014: 1206 - 2015: 1189 - 2016: 1197 - 2017: 1187 | - 2018: 1179 - 2019: 1177 - 2020: 1174 - 2021: 1152 - 2022: 1169 |

 Datenquelle: Thüringer Landesamt für Statistik

## Politik
Bei der Gemeinderatswahl am 26. Mai 2019 gab es das folgende Ergebnis:
- Wählergemeinschaft „St. Gangloff“: 88,9 % – 12 Sitze

Der ehrenamtliche Bürgermeister Frank Wiedenhöft von der Wählergemeinschaft „Neues St. Gangloff“ wurde im Juni 2004 gewählt und 2010 und 2016 wiedergewählt. Der Vorgänger war Dirk Hänse.

## Wirtschaft und Infrastruktur
St. Gangloff verfügt über ein gut erschlossenes Gewerbegebiet, in dem sich im Laufe der Zeit einige Firmen angesiedelt haben. Das bekannteste Unternehmen ist dabei vermutlich die Firma Goldmännchen Tee.

## Bildung
Nach dem Brand der alten Schule wurde im Jahre 1980 eine neu gebaute Schule in St. Gangloff als POS Werner Lamberz eröffnet.  Nach 1990 wurde diese in eine Staatliche Regelschule umgewandelt. Wegen zurückgehender Schülerzahlen wurde die Schule zum 31. Juli 2007 geschlossen.

## Kultur und Sehenswürdigkeiten

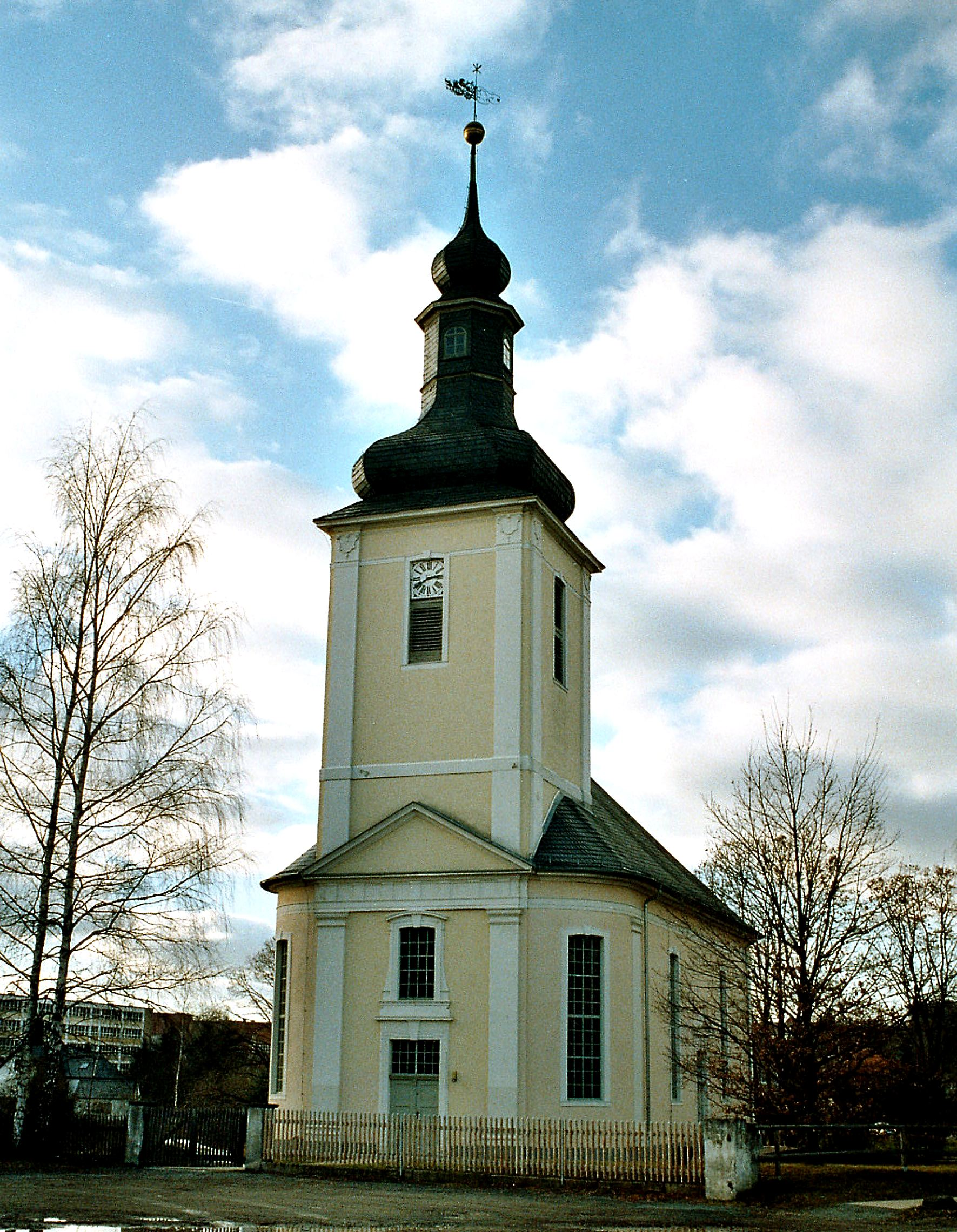
Dorfkirche (2005)

Sehenswert sind einige alte Fachwerkhäuser im „Alten Dorf“, eines davon mit einem originalen Lehmbackofen, die Dorfkirche St. Gangloff mit dem alten Friedhof sowie der Waldfriedhof.
Etwa zwei Kilometer südwestlich des Ortes steht nur wenige Meter von der Bundesautobahn 9 entfernt ein Steinkreuz. Ursprünglich lag es im Wald versteckt und wurde 1964 nach dem Auffinden an der jetzigen Stelle aufgestellt.

## Söhne und Töchter des Ortes
- Christian Gottlieb Kneusel (* 1801) war ein deutscher Schullehrer und Politiker